# Anolis richardii
Anolis richardii (гренадський деревний аноліс) — вид ігуаноподібних ящірок родини анолісових (Dactyloidae). Мешкає на Карибах. Вид названий на честь французького ботаніка Луї Клода Рішара.

## Опис
Гренадські деревні аноліси — відносно великі представники свого роду, довжина самців цього виду (без врахування хвоста) становить 140 мм. Верхня частина тіла темно-зелена або коричнева, нижня частина тіла зелено-сіра або жовто. Горловий мішок оранжевий, жовтий або сіро-зелений. У самців і молодих особин через бік ідуть жовті або кремові смуги.

## Поширення і екологія
Гренадські деревні аноліси мешкають на Гренаді і Гренадинах, а також були інтродуковані на Тобаго. Вони живуть в сухих рідколіссях і чагарникових заростях, трапляються на плантаціях і в садах та поблизу людських поселень. Живляться безхребетними і ягодами.